# Art punk
Art punk někdy také avant punk je hudební žánr, podžánr punk rocku, který vznikal v polovině sedmdesátých let dvacátého století ve Spojených státech amerických, Velké Británii a Irsku. Hlavními představiteli tohoto žánru byli hudební skupiny The Fall, Pere Ubu, Talking Heads a další.

## Skupiny
- A Certain Ratio
- Alternative TV
- Angst
- Bitch and Animal
- Butthole Surfers[1]
- Cocteau Twins
- Crass
- The Ex
- The Fall
- Flipper
- Fugazi
- Gang of Four
- Les Savy Fav
- Magazine
- Mission of Burma
- Naked Raygun
- Pere Ubu
- PJ Harvey
- Public Image Ltd.
- Pixies
- The Raincoats
- Richard Hell and the Voidoids
- The Slits
- Sonic Youth
- Talking Heads
- Wipers
- Wire